# Championnat de France des rallyes 1969
Navigation
Édition précédente Édition suivante
Le championnat de France des rallyes 1969 fut remporté par Jean Vinatier sur une Renault Alpine A110.

## Principales épreuves, et vainqueurs
- Rallye des Routes du Nord (7-9 février) : Jean Vinatier, copilote Marcel Callewaert sur Alpine A110 1440 Mignotet ;
- Rallye Neige et Glace (22-23 février) : Gérard Larrousse, copilote Jean-Claude Parramond sur Porsche 911 R ;
- Rallye Lyon-Charbonnières-Stuttgart-Solitude (15-16 mars) : Jean Vinatier, sur Alpine A110 1440 Mignotet ;
- Critérium Alpin (12-13 avril) : Jean-Claude Andruet, copilote Patrice Ecot sur Alpine A110 1300 ;
- Rallye du Forez (19-20 avril) : Bernard Darniche, copilote Paul Demange sur NSU 1300TT du Groupe 4 ;
- Rallye de Lorraine (3-4 mai) : Jean-Claude Andruet, copilote Patrice Ecot sur Alpine A110 1600 ;
- Critérium de Touraine (30-31 mai) : Jean-François Piot, copilote Jean Todt, sur Ford Escort TC ;
- Ronde Cévenole (8-9 juin) : Ignazio Giunti sur Alfa Romeo 33 ;
- Rallye du Mont-Blanc (6 juillet) : Jean-Claude Andruet, copilote Patrice Ecot sur Alpine A110 1600 ;
- Coupe des Alpes (1-7 septembre) : Jean Vinatier, copilote Jean-François Jacob sur Alpine A110 1440 Mignotet ;
- Rallye Vercors-Vivarais (20-21 septembre) : Jean Vinatier, copilote Jean-François Jacob sur Alpine A110 1600 proto ;
- Tour de Corse (8-9 novembre) : Gérard Larrousse, copilote Maurice Gélin sur Porsche 911 R ;
- Critérium des Cévennes (29 novembre) : Jean Vinatier, copilote Jean-François Jacob sur Alpine A110 1600 S.

## Autres épreuves françaises de renom
- Tour de France automobile (18-26 septembre) : Gérard Larrousse, copilote Maurice Gélin sur Porsche 911 R ;
- Rallye du Var : Bernard Darniche, sur NSU 1300TT Gr.4 (D2).

## Classement du championnat
| Place | Pilote           | Voiture                               | Copilote(s)                             | Points |
| 1er   | Jean Vinatier    | Alpine A110 (1300 S et 1440 Mignotet) | Marcel Callewaert & Jean-François Jacob | 281    |
| 2e    | Gérard Larrousse | Porsche 911 & Alfa Romeo Tipo 33      | Jean-Claude Parramond & Maurice Gélin   | 222    |
| 3e    | Jacques Henry    | Alpine A110                           | Bernard-Etienne Grobot                  | 203    |
| 4e    | Guy Chasseuil    | Porsche 911                           | Christian Baron                         | 201    |
| 5e    | Bernard Darniche | NSU TT                                | Paul Demange                            | 121    |